# Mukhwas
Mukhwas è uno spuntino indiano ingerito post-pasto o un aiuto digestivo ampiamente usato soprattutto dopo i pasti.

## Caratteristiche

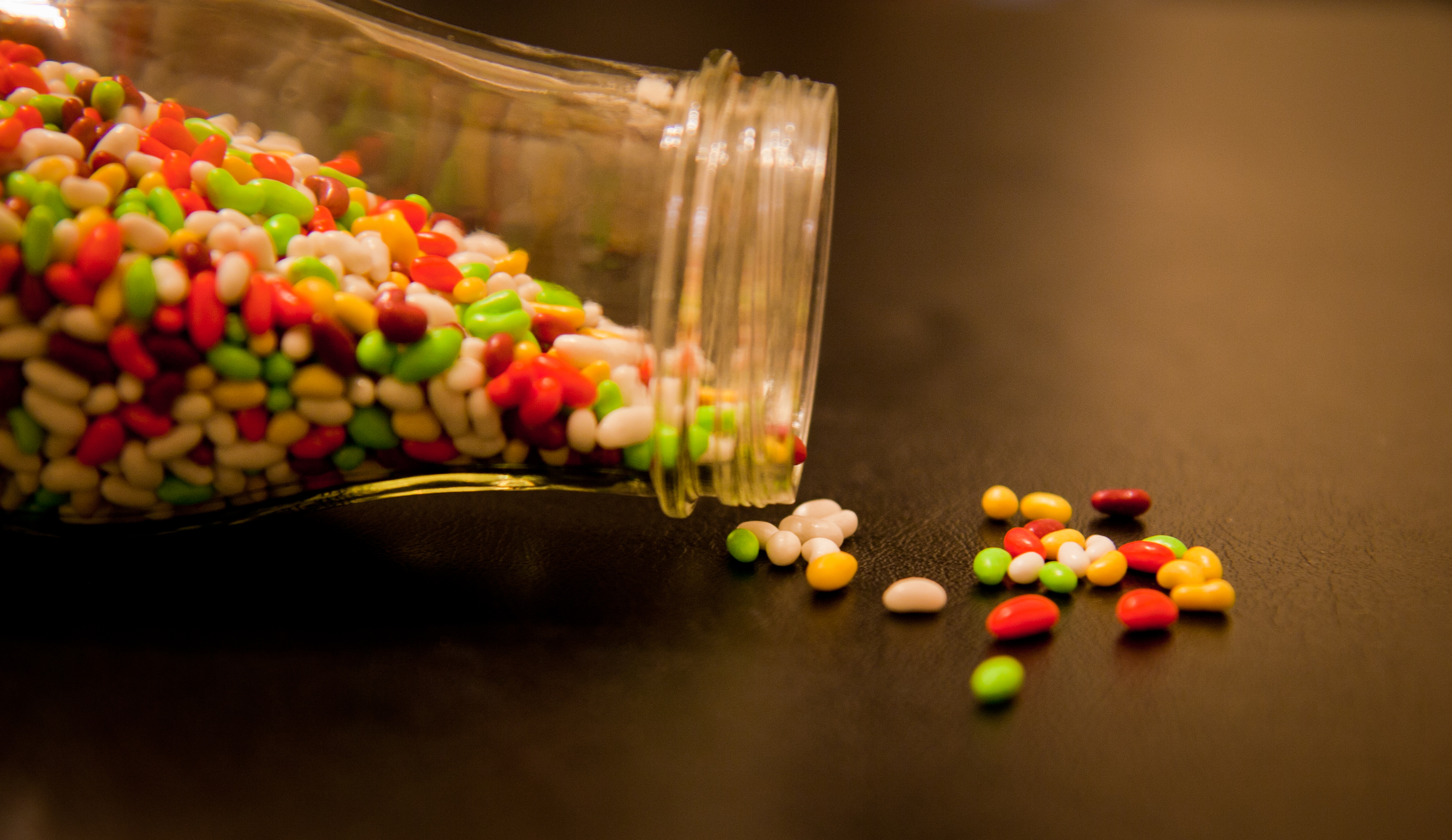
Semi di finocchio coperti di zucchero colorato

Il mukhwas può essere composto di vari semi e noci, ma spesso si trova con semi di finocchio, semi di anice, cocco e semi di sesamo. Sono di sapore dolce e molto aromatico grazie allo zucchero aggiunto e all'aggiunta di vari oli essenziali, tra cui l'olio di menta piperita. I semi possono essere saporiti o ricoperti di zucchero e colorati.
La parola è una fusione di due parole distintamente differenti, mukh che significa bocca e was che significato odore.